# Lillie Langtry

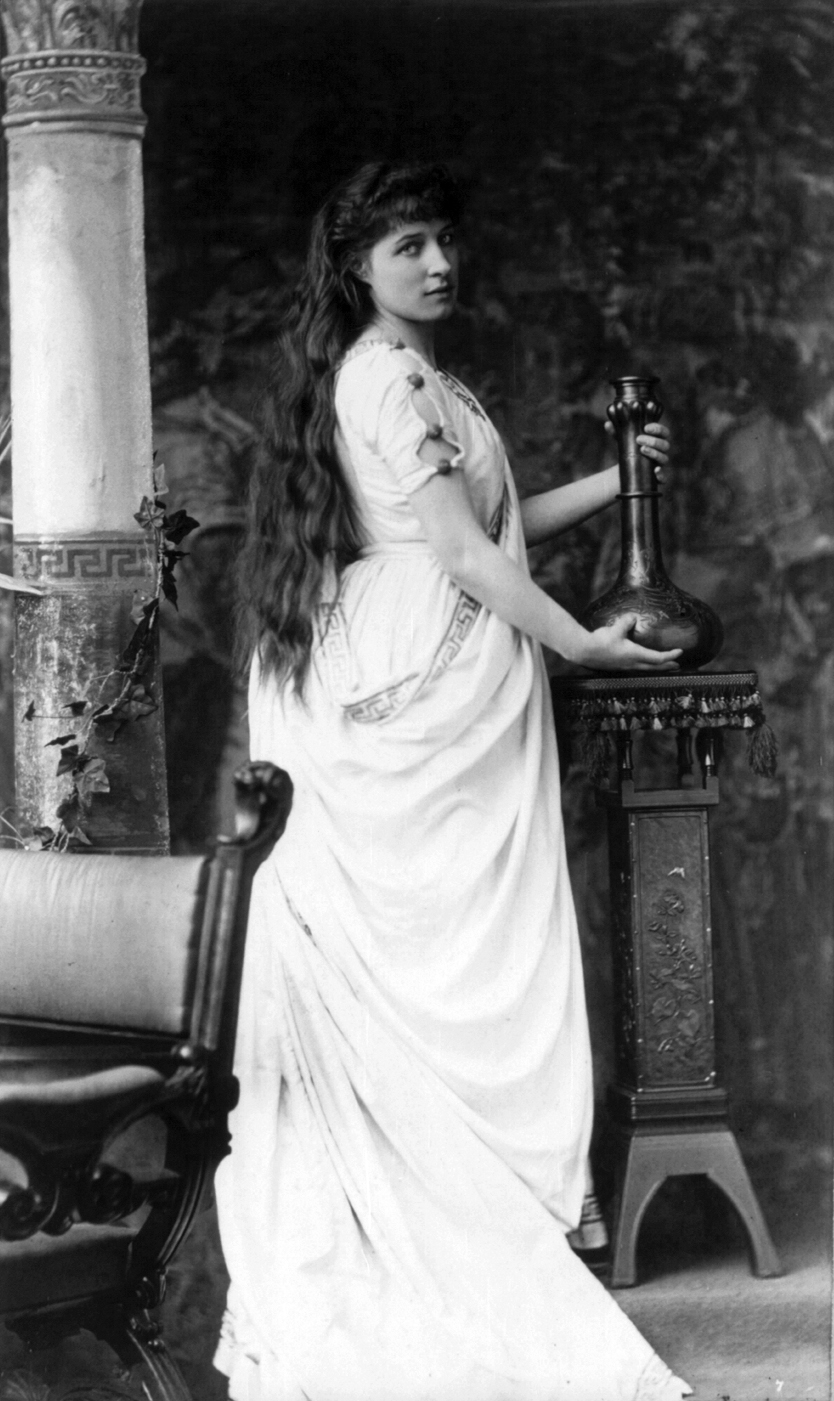
Lillie Langtry,
Foto: Napoleon Sarony, 1882

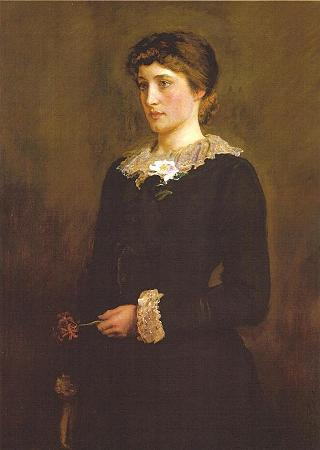
Porträt von Sir John Everett Millais: Lillie Langtry, 1878

Lady Lillie Langtry, geborene Emilie Charlotte Le Breton (* 13. Oktober 1853 auf der Insel Jersey; † 12. Februar 1929 in Monte Carlo) war eine bekannte Persönlichkeit der britischen Gesellschaft und zeitweilig Mätresse des Prince of Wales, des späteren Königs Eduard VII. von Großbritannien und Irland. Zahlreichen Malern stand sie zu der Zeit Modell, darunter John Everett Millais, Edward Burne-Jones, Edward Poynter, James McNeill Whistler und George Frederic Watts.
Die Affäre mit dem Prince of Wales währte drei Jahre. Nach dem Ende der Affäre und der Geburt eines außerehelichen Kindes, dessen Vater Prinz Louis von Battenberg war, wandte sie sich auf Grund ihrer beengten finanziellen Situation der Schauspielerei zu und wurde zu einer der bekannteren Schauspielerinnen der viktorianischen Zeit.

## Leben

### Jugend

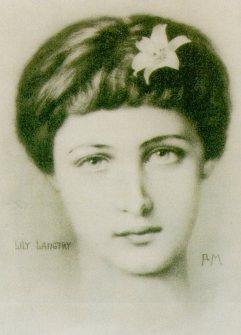
Porträt von Lillie Langtry, Künstler und Entstehungszeit unbekannt

Emilie war die einzige Tochter von William Corbet Le Breton (1815–1888), Dekan von Jersey, und seiner Frau Emilie Charlotte Davis (1823–1902). Sie wuchs gemeinsam mit ihren sechs Brüdern in St. Saviour auf der Insel Jersey auf und wurde von einer französischen Gouvernante und dem Tutor ihrer Brüder erzogen. Weder von ihrem Vater, über den zahlreiche Frauenaffären bekannt wurden, noch von ihrer kränklichen Mutter strenger beaufsichtigt, entwickelte sie sich ungeachtet ihrer konventionellen Erziehung und ihres Familienhintergrundes zu einer jungen Frau, die sich in ihrem selbstbewussten ungezwungenen Auftreten deutlich von ihren sittsamer erzogenen Altersgenossinnen unterschied. Nach ihren eigenen, allerdings manchmal etwas übertriebenen Erzählungen zu schließen, muss sie sich offenbar sehr früh der Doppelmoral der viktorianischen Gesellschaft bewusst gewesen sein. Ihre heftige Zuneigung zu einem jungen Mann auf Jersey wurde mit dem Hinweis ihres Vaters beendet, es handele sich bei ihm um seinen illegitimen Sohn.
Schon früh wurde Langtrys Schönheit augenfällig. Schon mit vierzehn erhielt sie einen Heiratsantrag. Als sechzehnjährige Debütantin in London erlebte sie ihre erste Saison als demütigend. In Begleitung ihrer Mutter besuchte sie mehrere Bälle. Ihren späteren Erinnerungen zufolge, sei sie sich dort wie ein Bauerntrampel vorgekommen und habe in ihrem schlichten Kleid (vgl. Abb. oben) den anwesenden Dienstmädchen geglichen. Den Walzer habe sie nie tanzen gelernt. Das Essen sei ihr fremd gewesen, und beim Dinner habe sie das zahlreiche Besteck überfordert, das da links und rechts von ihrem Teller lag. Diese herben Erfahrungen lösten bei ihr den Wunsch aus, sich eines Tages in der Londoner Gesellschaft zu etablieren. Um dies zu erreichen war eine entsprechende Heirat der geeignete Weg.

### Heirat mit Edward Langtry

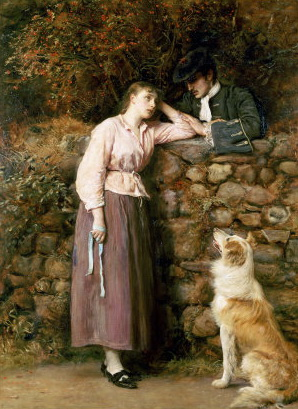
John Everett Millais: Effie Deans, 1877. Das Gemälde ist eine Szene aus Scotts Roman The Heart of Midlothian. Lillie Langtry stand Millais für die Figur der Effie Deals Modell.

Am 9. März 1874 heiratete Langtry nach zögernder Zustimmung durch ihre Eltern den irischen Grundbesitzer und Kaufmann Edward Langtry (1848–1897). Langtry scherzte später in ihren Memoiren, dass eines Tages eine wundervolle Yacht in den Hafen gesegelt sei, sie sei dem Besitzer begegnet und habe sich in die Yacht verliebt. Um Herrin der Yacht zu werden, habe sie Edward Langtry geheiratet. Langtry war über ihre Ehe sehr schnell desillusioniert. Edward Langtry war weniger wohlhabend, als sie vermutet hatte, und sie verbrachten ihre Zeit nicht in London, wie seine Frau gehofft hatte, sondern teils in Jersey, teils auf Edward Langtrys Yacht und teils in ihrem Haus an der Küste von Southampton Water.
Erst nachdem Langtry in Southampton an Typhus erkrankte, konnte sie ihren Ehemann überreden, mit ihr nach London umzuziehen. Zu Beginn des Jahres 1876 ließen sie sich in einer Wohnung in Eaton Place nieder. Auch der Ortswechsel ging jedoch nicht mit dem Zutritt zur Londoner Gesellschaft einher. Erst nach einem Jahr führte eine Zufallsbegegnung mit Lord Ranelagh, den Langtry aus ihrer Zeit in Jersey kannte, zu einer Einladung zu einem Abendempfang bei Lady Olivia Sebright. Lady Sebright war eine Gastgeberin, die Wert darauf legte, auch die kulturelle Elite Londons zu ihren Empfängen einzuladen. An dem Abend, an dem Lillie Langtry eingeladen war, waren unter anderem Henry Irving, John Everett Millais, James McNeill Whistler, George Francis Miles und Abraham Hayward eingeladen.
Für Lillie Langtry erwies sich der Abend als der entscheidende Punkt in ihrer Karriere. Auf Grund ihrer finanziellen Situation trug sie an dem Abend nur ein schlichtes schwarzes Kleid, das von einer Näherin auf Jersey gefertigt war, hatte auf jeglichen Schmuck oder Zierrat verzichtet und trug ihr Haar nur zu einem losen Knoten im Nacken geschlungen. Sie unterschied sich damit sehr von den anderen Damen der Abendgesellschaft, die in aufwändiger viktorianischer Abendgarderobe, mit kunstvollen Frisuren und reichlich Schmuck tragend, erschienen waren. Beeindruckt von ihrer Schönheit fragte John Everett Millais noch an dem Abend, ob Lillie Langtry bereit wäre, ihm Modell zu stehen. Millais nutzte sie als Modell für sein Gemälde Effie Deans, das eine Szene aus Walter Scotts Roman The Heart of Midlothian darstellt. Wenig später entstand das Porträt, das Langtry in einem schlichten schwarzen Kleid zeigt, dessen Ausschnitt mit Spitze besetzt ist. In ihren Händen trägt sie eine rötliche Guernseylilie, und Millais nannte das Gemälde auch entsprechend A Jersey Lily (dt. Eine Lilie von Jersey). Es wurde von Millais 1878 auf der Ausstellung der Royal Academy ausgestellt und trug erheblich zu Lillie Langtrys zunehmendem Ruhm bei. „Jersey Lily“ war der Name, mit dem häufig auf sie Bezug genommen wurde. Schon zuvor, in den Monaten unmittelbar nach dem Abend-Empfang bei Lady Sebright, war Langtry mit Einladungen überschüttet worden.

### Schönheitsideal der viktorianischen Gesellschaft

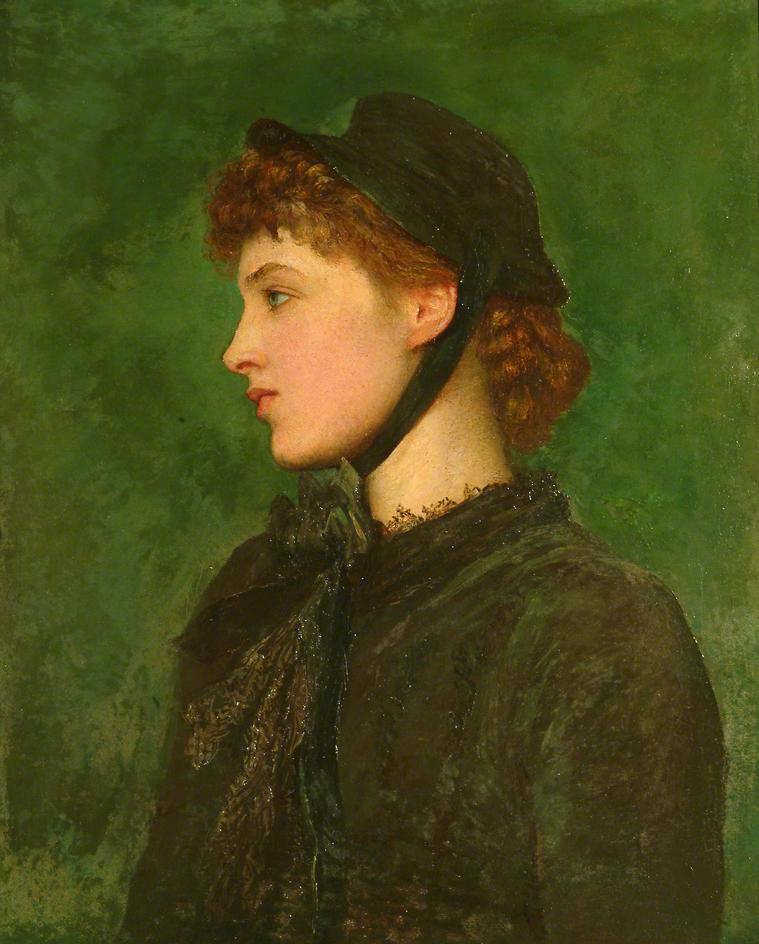
George Frederic Watts, Porträt der Lillie Langtry, ca. 1879/1880

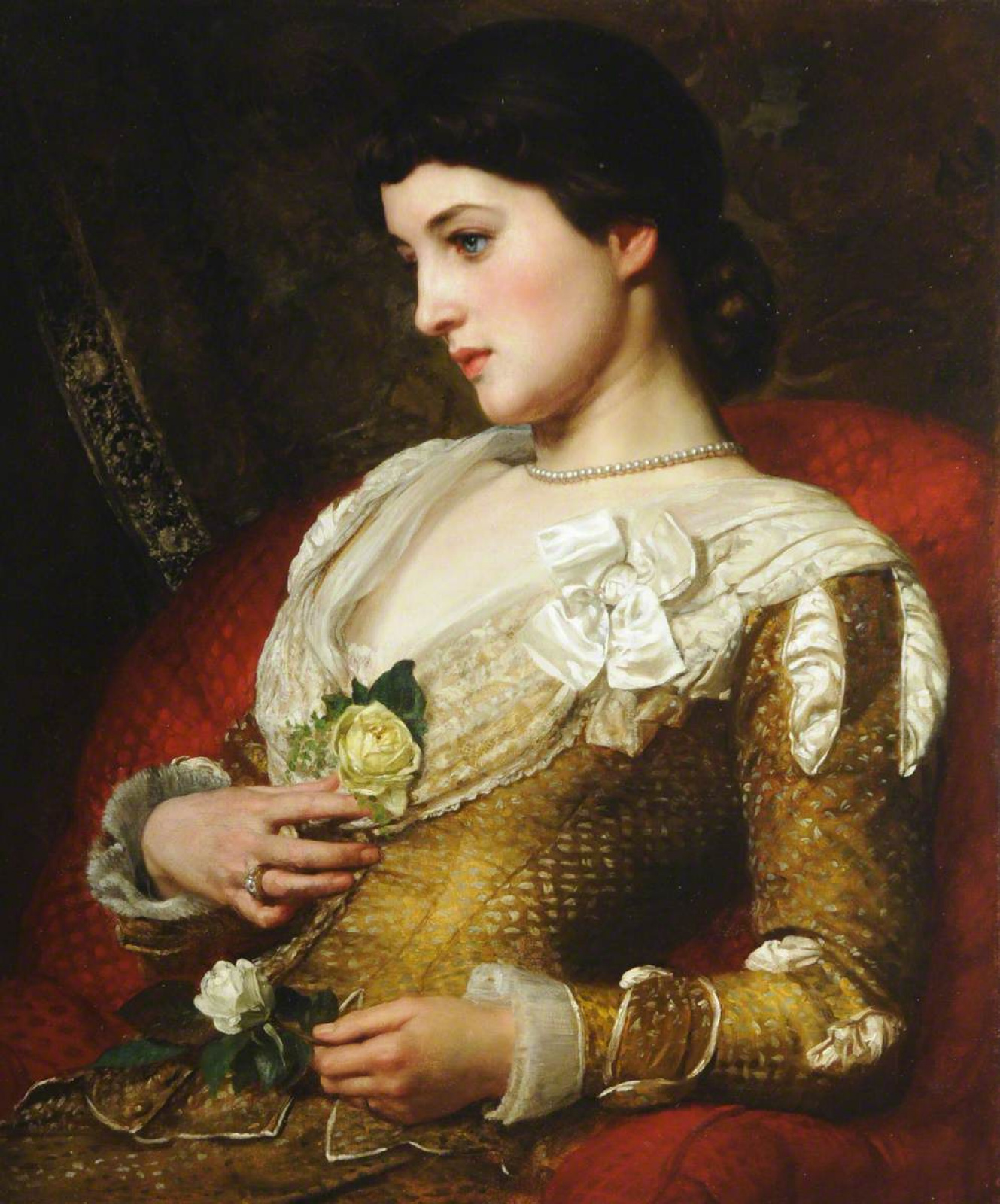
Edward Poynter, Porträt Lillie Langtry, 1877

Theo Aronson weist in seiner Geschichte der Mätressen von Edward VII. darauf hin, dass zu dem Zeitpunkt, zu dem Langtry ihren großen Erfolg auf Lady Sebrights Abendgesellschaft hatte, die britische Gesellschaft sich im Umbruch befand. Der englische Adel war zunehmend kein exklusiver Kreis mehr, dessen Angehörige ausschließlich untereinander verkehrten. Ein Teil dieser Entwicklung ist unmittelbar auf den Prince of Wales, den zukünftigen Edward VII., zurückzuführen. Nicht nur ein Adelstitel, sondern auch geschäftliches Geschick, Wohlstand, Schönheit und vereinzelt auch Intellekt konnten dazu führen, dass jemand in den Kreis der Personen aufgenommen wurde, in dem der Prince of Wales verkehrte. Parallel dazu heirateten zunehmend Erben großer englischer Adelstitel die Töchter von gesellschaftlichen Aufsteigern, sofern diese nur ausreichend Geld mitbrachten, um den gewohnten Lebensstandard zu finanzieren. Lillie Langtry war in diesen Kreisen nur teilweise eine Außenseiterin. Nach viktorianischen Maßstäben war sie auf Grund ihres Familienhintergrundes eine Dame, ihr Ehemann ein Gentleman, der seinen Lebensunterhalt nicht durch Arbeit finanzieren musste, sondern von ererbtem Geld lebte, auch wenn dieses nicht für ein Landhaus oder eine eigene Kutsche reichte.

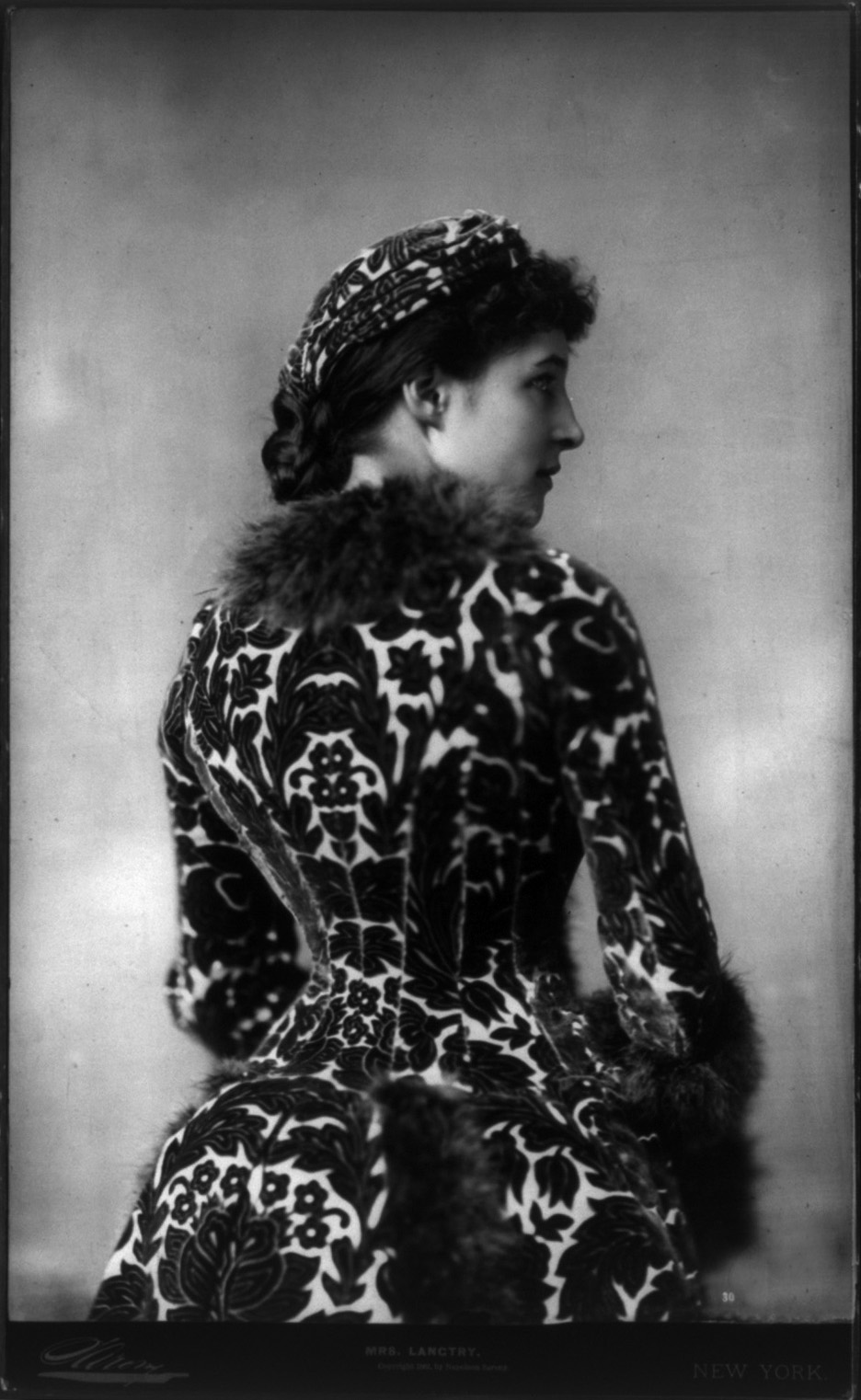
Lillie Langtry,
Foto: Napoleon Sarony, 1882

Edward Langtry fühlte sich bei den vielen gesellschaftlichen Anlässen, zu denen er seine Frau nun begleiten musste, zwar unwohl, kam aber zumindest zu Beginn seiner Pflicht als Ehemann nach, seine Ehefrau zu diesen Ereignissen zu begleiten. Lillie Langtry erschien bei den Abendveranstaltungen, zu denen sie eingeladen wurde, weiterhin nur in ihrem einfachen schwarzen Abendkleid. Lord Randolph Churchill begegnete Lillie Langtry, als diese ihren gesellschaftlichen Aufstieg begann, und schrieb kurz danach an seine Frau Jenny:

„Ich war gestern bei Lord Wharncliffe zum Abendessen und begleitete zum Tisch eine Mrs. Langtry, eine ganz außergewöhnlich schöne Kreatur, gänzlich unbekannt, sehr arm und sie sagen, sie besäße nur dieses eine schwarze Abendkleid.“

Lillie Langtry zeichnete sich nicht nur dadurch aus, sehr gut auszusehen, sondern in ihrem Aussehen entsprach sie auch dem Schönheitsbild der damaligen Avantgarde. Aronson beschreibt Langtry als die personifizierte präraffaelitische Frau: Mit ihrem eleganten, aber kräftigen Hals, ihrer kantigen Kinnpartie und geraden Nase, ihren wohldefinierten Lippen und den schieferblauen Augen, ihrer hellen Hautfarbe und selbst mit dem im Nacken lose zusammengeschlungenen Haar entsprach sie einem Ideal weiblicher Schönheit, das in seiner Klarheit und Strenge seit Mitte des 19. Jahrhunderts zunehmend populärer wurde. Dies erklärt auch, warum eine so große Zahl bekannter und erfolgreicher britischer Maler Langtry porträtierten oder – wie der führende präraffaelitische Maler Edward Burne-Jones – sie als Modell für Figuren ihrer Gemälde wählten.
Der Kunstkritiker George Smalley begegnete ihr, als sie James McNeill Whistler in seinem Studio Modell stand und hielt fest:

„Eine unvergessliche Erscheinung, ihre Farben gleichzeitig brillant und delikat, die Haltung voll Grazie. Da war Harmonie und gleichzeitig  Kontrast. Eine Harmonie, wie Whistler sie liebte und ein Kontrast, wie sie ihr Schöpfer ihr mitgegeben hatte. Weichheit und Strenge, die weichen, ineinander fließenden Linie eines wohlgewachsenen Frauenkörpers und gleichzeitig ein Eindruck vitaler Kraft.“

Diesen Ausdruck von Lebendigkeit kommentierte auch Daisy Greville, Countess of Warwick, die Langtry später als Mätresse des Prince of Wales ablösen sollte:

„Wie können Worte die Vitalität, den Glanz, den verblüffenden Charme vermitteln, den diese faszinierende Frau zum Mittelpunkt jeder Gruppe machte?“

### Der Prince of Wales
Sir Allen Young, ein wohlhabender und diskreter Junggeselle, der vor allem für seinen vergeblichen Versuch, die Nordwest-Passage zu finden, bekannt ist, gehörte zu dem Umkreis des Prince of Wales und stellte sicher, dass der Prinz und Lillie Langtry sich im Mai 1877 bei einem kleinen Abendessen in Youngs Haus am Stratford Place begegneten.

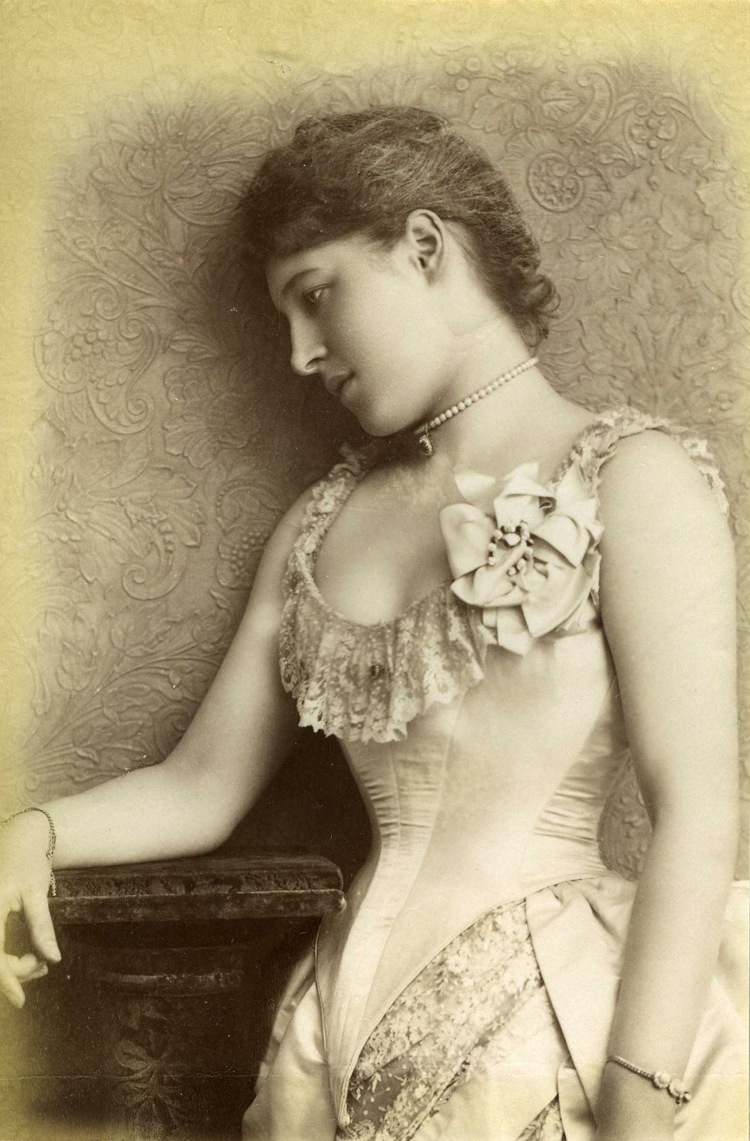
Langtry 1885

Der Prinz war für seine zahlreichen außerehelichen Affären bekannt. Seine Ehefrau, Prinzessin Alexandra, übersah die meisten dieser Seitensprünge geflissentlich. Die Mehrzahl der Frauen, mit denen der Prinz Affären hatte, waren verheiratete Ehefrauen, die überwiegend aus der adeligen Oberschicht kamen. Anders als eine Affäre mit einer Prostituierten oder einer der Tänzerinnen aus den Londoner Theatern setzten solchen Affären ihn weniger der Gefahr eines Erpressungsversuches aus. Wissen um die Affäre blieb meist auf einen relativ kleinen Kreis von Personen begrenzt. Bei einer Affäre mit einer Frau aus dieser Schicht war es auch gewöhnlich nicht notwendig, eine zweite Wohnung als „Liebesnest“ anzumieten. Die Affären ließen sich gewöhnlich im Rahmen des normalen sozialen Umgangs miteinander abwickeln. Sogar die Mode entwickelte sich entsprechend: Es kam das Teekleid auf, ein leichtes Hauskleid, in dem eine Dame der Gesellschaft am Nachmittag in ihrem Haus empfangen konnte und das die Durchführung einer Affäre nicht unnötig durch Verschnürungen oder Korsetts erschwerte.
In Adelskreisen hatte es Affären zwischen anderweitig verheirateten Ehepartnern schon immer gegeben. In den Jahrzehnten, in denen Edward VII. als Kronprinz den Ton der Londoner Gesellschaft bestimmte, wurden sie zunehmend weniger bemerkenswert. Hatte eine junge Frau erst einmal einen Erben zur Welt gebracht, galt sie als Freiwild. Es entwickelten sich sogar soziale Konventionen, wie solche Affären durchgeführt werden. Ein Gentleman würde die Dame seiner Wahl am Nachmittag aufsuchen und Hut, Handschuhe und Stock wie zufällig auf einem Stuhl in der Empfangshalle liegen lassen und damit seine Anwesenheit signalisieren. Die meisten Ehemänner waren zu dieser Zeit aus dem Haus, meistens hielten sie sich zu dieser Zeit in ihrem Club auf.  Es ist nicht genau bekannt, wie die Affäre zwischen dem Prince of Wales und Lillie Langtry 1877 begann – es wäre aber ein übliches Vorgehen gewesen, dass er ihr in den Tagen nach dem Kennenlernen einen Brief übermitteln ließ, in dem er ihr für einen der kommenden Nachmittage seinen Besuch ankündigte.
Anders als bei anderen Affären begann der Prince of Wales sich auch öffentlich mit Lillie Langtry zu zeigen. Gastgeberinnen wurde schnell klar, dass ihre Chancen stiegen, dass der Prince of Wales auf ihren Bällen oder Abendgesellschaften erschien, wenn auch Langtry eingeladen war. Langtry gilt wegen dieses vergleichsweise offenen Umgangs als die erste offizielle Mätresse des Prince of Wales. Die anderen zwei Frauen, denen diese Rolle in späteren Jahren zukam, sind Daisy Greville, Countess of Warwick und Alice Keppel, beide gleichfalls verheiratete Frauen.

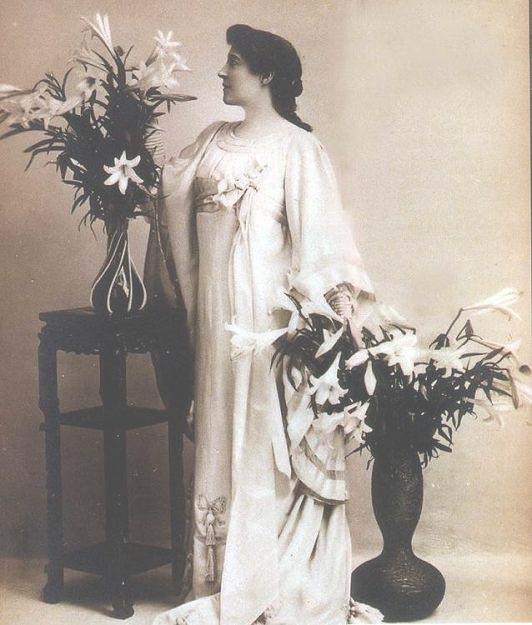
Lillie Langtry fotografiert von The Lafayette Studio, London (1899)

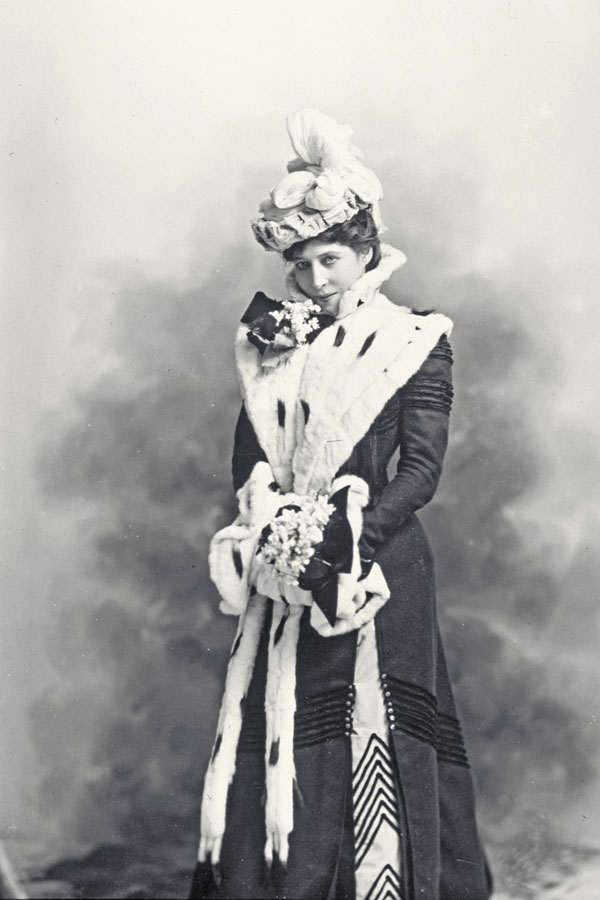
Lillie Langtry fotografiert von The Lafayette Studio, London (1899)

### Weiterer Lebensweg
Nach drei Jahren war die Affäre mit dem Prince of Wales beendet, Lillie verliebte sich in dessen Cousin (zweiten Grades) Prinz Louis von Battenberg (1854–1921), Admiral der Royal Navy und späterer Ehemann von Edwards Nichte Viktoria. Lillie wurde schwanger von ihm und gebar am 8. März 1881 in Paris ihre einzige Tochter, Jeanne-Marie († 1964). Die Geburt blieb geheim, wie üblich in diesen Tagen, das Kind wuchs einige Zeit auf Jersey auf. Ihre Mutter war für die Tochter ihre „Tante“; erst später erfuhr sie die Wahrheit über ihre Geburt, was zum Bruch mit der Mutter führte.
Nach der Geburt ihres Kindes musste Lillie für ihren Unterhalt selbst aufkommen, von ihrem Mann konnte sie nichts erwarten, eine Scheidung wollte er auch nicht. Deshalb ging sie zur Bühne zurück. Im Dezember 1881 debütierte „Jersey Lily“, so ihr Kosename, im Theatre Royal Haymarket mit dem Stück She Stoops to Conquer von Oliver Goldsmith. Das Publikum kam, um die (ehemalige) Geliebte des Prinzen zu sehen, und so begann ihre Karriere. Mit ihrer natürlichen Schönheit, Charme und Talent eroberte sie die Gesellschaft. Im Herbst 1882 ging sie auf Amerika-Tournee; mit den Stücken Wie es euch gefällt (Originaltitel: As You Like It) und Die Dame von Lyon (Originaltitel: Lady of Lyons) wurde sie begeistert von den Theaterkritikern gefeiert. Künstler wie Sir John Everett Millais (1829–1896) und George Frank Miles (1852–1891) malten sie, und Oscar Wilde (1854–1900) lag ihr zu Füßen und unterstützte sie später in ihrer Theaterkarriere.
Frisuren, Kleider und Badeartikel wurden nach ihr benannt, und mit der Werbung verdiente sie zusätzliches Geld. In Amerika unterhielt sie einen Weinberg, eine Weinkellerei und eine Rennstallzucht. Sie war die erste Frau in einem Jockey Club, dies natürlich mit einer kleinen List. Sie erfand einen Männernamen, unter dem ihre Pferde liefen. In den Vereinigten Staaten ließ sie sich 1897 von ihrem Mann scheiden und heiratete ein Jahr später in Kalifornien Sir Hugo de Bathe und wurde Lady de Bathe. 1929 starb Lillie in Monte Carlo; ihre Urne wurde im Familiengrab auf dem Friedhof von St. Saviour auf der Kanalinsel Jersey bestattet.

## Sonstiges
- Ihre Enkeltochter, Lady Helen Mary Malcolm (1918–2010), wurde eine der ersten BBC-Radiosprecherinnen.
- Lillie Langtry taucht auch häufiger in Spielfilmen auf. So wurde sie in Der Westerner (The Westerner, 1940) von Lilian Bond gespielt, in Der Mann mit der grünen Nelke (The Trials of Oscar Wilde, 1960) von Naomi Chance und in Das war Roy Bean (The Life and Times of Judge Roy Bean, 1972) von Ava Gardner. Roy Bean war ein großer Verehrer der Schauspielerin und benannte seine Stadt, gegründet in den 1880er Jahren, Langtry.
- Die BBC drehte in den 1970er Jahren eine 13-teilige Serie über Lillie Langtrys Leben.[26]
- Ihr Kosename „Jersey Lillie“ leitete sich von einer Amaryllis ab, die ein Symbol der Insel Jersey ist.
- Die Single Pictures of Lily von der britischen Gruppe The Who, geschrieben von Pete Townshend im Jahre 1967, ist der Schauspielerin Lillie Langtry gewidmet.[27] David Bowie hat später das Lied gecovert.
- 1887 nahm sie die US-amerikanische Staatsbürgerschaft an, um sich von ihrem Mann scheiden lassen zu können.
- Im Tafelservice berühmter Frauen von Vanessa Bell und Duncan Grant von 1934 ist ihr ein Teller gewidmet.